# Бор (Новосельское сельское поселение, Старорусский район)
Бор — деревня в Старорусском районе Новгородской области, входит в состав Новосельского сельского поселения. Площадь территории деревни 38,1 га.
Ближайшие населённые пункты — деревни Пробуждение (2,5 км к северу), Горбовастица (4 км к западу), Ищино (3 км к югу). По восточной окраине деревни протекает река Порусья.

## Население
| 2010 | 2011 |
| ---- | ---- |
| 14   | ↘11  |

## История
В Новгородской земле эта местность относилась к Шелонской пятине. Деревня была впервые упомянута в писцовых книгах пятины 1548 года.
До апреля 2010 года деревня входила в состав ныне упразднённого Пробужденского сельского поселения.